# テレビ朝日土曜7時30分枠の連続ドラマ
テレビ朝日土曜7時30分枠の連続ドラマ（テレビあさひどようしちじさんじゅっぷんわくのれんぞくドラマ）は、過去7期にわたってテレビ朝日系列局（一部を除く）が土曜 19:30 - 20:00 （日本標準時）に編成していたテレビドラマ作品の一覧である。

本枠以前および本枠の解体後にこの時間帯に編成されていたテレビアニメ放送作品については、

## 歴史
初期には、『デン助劇場』を始めとするコメディ番組や海外ドラマを放送していた。1969年4月からは、それまでTBS系列で放送されていた海外ドラマ『奥さまは魔女』を、当時NETテレビ（現・テレビ朝日）の番組を放送していた毎日放送が受け継ぐ形で放送再開。その後もこの時間帯では、魔女の名を冠する作品群の放送がしばらく続いた。
1971年4月、仮面ライダーシリーズの第1作『仮面ライダー』がこの時間帯にて放送開始。ロケ中の事故による主演藤岡弘の一時降板を受けての佐々木剛の登場・2号ライダーの登場とともに徐々に人気が上昇し、藤岡の復帰に伴うダブルライダーの登場によって人気が決定づけられる。同作品は変身ブームの立役者となり、シリーズ化していった。
1975年3月末に近畿地方のテレビ局間で行われたいわゆる腸捻転の解消により、その翌月に放送開始の『仮面ライダーストロンガー』はTBS系列で放送されることとなった。NETテレビはこれに代え、スーパー戦隊シリーズの第1作『秘密戦隊ゴレンジャー』を本枠で放送開始、2年間のロングランを記録した。その後も本枠では東映特撮番組の放送が続き、『宇宙からのメッセージ・銀河大戦』の最終回をもって終了。代わってあばれはっちゃくシリーズの放送が開始された。東映特撮枠は、それまで東映本社制作の長浜ロマンロボシリーズが放送されていた土曜18時台前半枠へ移動し、第3作『バトルフィーバーJ』はこの時間帯での放送となる。
あばれはっちゃくシリーズの終了後には『愛川欽也の探検レストラン』が木曜22時台からこの時間帯へ移動し、16年半続いたドラマの放送は一旦中断した。『愛川欽也の探検レストラン』の終了後には再び本枠でドラマが放送されるが、半年で終了。以来、この時間帯でドラマは放送されていない。

## 作品リスト
▲マークを付した作品は海外ドラマ。

### 第1期
- 天兵童子（尾上左近主演版）（1959年5月9日 - 6月27日） - 土曜20:30枠から移動。水曜19:30枠へ移動。関西テレビ製作。

### 第2期
- コミック捕物帖 まげもの110番（1959年9月2日[要検証 – ノート] - 1960年2月5日[要検証 – ノート]） - この作品から毎日放送製作。
- まげもの十八番 ざんぎり長屋（1960年3月3日 - 3月31日[要検証 – ノート]）
- 角帽太平記（1960年4月7日[要検証 – ノート] - 7月23日） - 土曜21:15枠から移動。この作品まで毎日放送製作。
- デン助劇場（第1期）（1960年8月6日 - 9月24日） - 火曜18:15枠から移動。この作品からNETテレビ製作。第2期は、1961年4月8日から別の時間帯で放送。

### 第3期
- ぜいろくと宿六（1961年3月4日 - 9月30日） - 毎日放送製作。

### 第4期
- ハイウエイ・パトロール（1963年5月4日 - 6月1日）▲ - 土曜19:00枠から移動。この作品からNETテレビ製作。
- 世界冒険物語（1963年6月8日 - 1964年3月）▲
- こんにちはマージー（1964年3月 - 9月5日）▲ - この作品までNETテレビ製作。

### 第5期
- 寛美の落語紳士録（1965年1月9日 - 4月3日） - この作品から毎日放送製作。

### 第6期
- 奥さまは魔女（毎日放送版第1期）（1969年4月5日 - 9月27日）▲
- かわいい魔女ジニー（第2シリーズ）（1969年10月4日 - 1970年3月28日）▲
- 奥さまは魔女（毎日放送版第2期）（1970年4月4日 - 10月24日）▲
- 魔女はホットなお年頃（1970年10月31日 - 1971年3月27日）
- 昭和仮面ライダーシリーズ（第1期） - この作品まで毎日放送製作。
  - 仮面ライダー（1971年4月3日 - 1973年2月10日）
  - 仮面ライダーV3（1973年2月17日 - 1974年2月9日）
  - 仮面ライダーX（1974年2月16日 - 10月12日）
  - 仮面ライダーアマゾン（1974年10月19日 - 1975年3月29日）
- スーパー戦隊シリーズ（第1期） - この作品からNETテレビ → テレビ朝日製作。
  - 秘密戦隊ゴレンジャー（1975年4月5日 - 1977年3月26日）
  - ジャッカー電撃隊（1977年4月9日 - 12月24日）
- 透明ドリちゃん（1978年1月7日 - 7月1日）
- 宇宙からのメッセージ・銀河大戦（1978年7月8日 - 1979年1月27日）
- あばれはっちゃくシリーズ
  - 俺はあばれはっちゃく（1979年2月3日 - 1980年3月8日）
  - 男!!あばれはっちゃく（1980年3月22日 - 1982年3月27日）
  - 熱血あばれはっちゃく（1982年4月10日 - 1983年3月26日）
  - 痛快あばれはっちゃく（1983年4月2日 - 1985年2月23日）
  - 逆転あばれはっちゃく（1985年3月2日 - 1985年9月21日）

### 第7期
- 胸キュン刑事（1987年4月11日 - 6月27日）
- なかなか!ドジラんぐ（1987年7月4日 - 9月26日）

## 備考
腸捻転解消後は毎日放送に代わって、ネット局となった朝日放送はTBS系時代から、この時間帯に自社制作のテレビドラマ『部長刑事』を放送していたため、同局は『秘密戦隊ゴレンジャー』以降の本枠放送作品、『愛川欽也の探検レストラン』、テレビ朝日系列土曜夜7時台枠のアニメを土曜 18:00 - 18:30に先行ネットしていた。
広島県では『魔女はホットなお年頃』は広島テレビ（当時は日本テレビ系とフジテレビ系のクロスネット局）で遅れネットを行い、広島ホームテレビの開局後も継続していたが、『昭和仮面ライダーシリーズ』以降は広島ホームテレビが同時ネットするようになった。
その後、1975年10月のテレビ新広島のフジテレビ系列局としての開局による民放4局化により、1976年シーズン以降、土曜夜に行われていた広島東洋カープ主催試合を広島ホームテレビと日本テレビ系フルネット化を達成した広島テレビが分け合うように中継することが多くなり（ごくまれにNHK広島放送局とテレビ新広島も担当）、広島ホームテレビが中継を担当する日には、本枠放送作品を後日に遅れネットすることで対処していた。